# Havsbryum
Havsbryum (Bryum warneum) är en bladmossart som beskrevs av Bridel 1826. Havsbryum ingår i släktet bryummossor, och familjen Bryaceae. Enligt den finländska rödlistan är arten starkt hotad i Finland. Enligt den svenska rödlistan är arten nära hotad i Sverige. Arten förekommer på Gotland, Öland, Götaland, Nedre Norrland och Övre Norrland. Artens livsmiljö är strandängar vid Östersjön. Inga underarter finns listade i Catalogue of Life.